# Anders Sunesen
Anders Sunesen (także Andreas, Suneson, Sunesøn, łacina Andreas Sunonis) (około 1167–1228) – duński arcybiskup Lund od śmierci Absalona, czyli od 21 marca 1201 aż do swojej śmierci w 1228.
Studiował we Francji, Anglii i we Włoszech od lat 80. do początku lat 90. XI wieku, jeszcze przed zakończeniem studiów podejmując się nauczania przyszłych misjonarzy. Po ukończeniu studiów, według Kroniki Henryka Łotysza na przełomie 1206 i 1207 roku nauczał w Rydze teologii i przystąpił do wysyłania księży na misję wśród okolicznych pogan. Przez kolejne lata przebywał na świeżo zdobytych przez chrześcijan terenach, co wskazuje na jego zaangażowanie w misję ich nawracania. Między innymi, w latach 1219-1221 rezydował w północnej Estonii. Wpływ na zaangażowanie w misje mogło mieć jego pochodzenie z duńskiej rodziny magnackiej, jego przodkowie ze strony ojca uczestniczyli w wyprawach krzyżowych do Ziemi Świętej.
Ostatnie lata życia spędził na północnym wschodzie Skanii, gdzie zmarł na wyspie Ivön na jeziorze Ivösjön w 1228. Niektórzy naukowcy spekulują, że przyczyną jego śmierci mógł być trąd.